# 전팔레스타인 정부
전팔레스타인 정부(아랍어: حكومة عموم فلسطين)는 제1차 중동 전쟁 이후 1948년 9월 22일 아랍 연맹에 의해 세워진 정부다. 유효 지배권은 가자 지구에 한정되었다.

## 같이 보기
- 전팔레스타인 보호령